# Музей скульптора Михайла Бринського
Музей скульптора Михайла Бринського — сільський історико-етнографічний музей в селі Долина на Івано-Франківщині, котрий є культурно-освітнім осередком села та має велике зібрання матеріалів з історії та культури придністровського села і названий на честь відомого односельця — відомого українського скульптора Михайла Бринського.
У музеї зберігається безліч особистих речей і скульптур Бринського. Усі ці предмети він заповідав своїй малій Батьківщині, на яку так і не повернувся.
Нині музей знаходиться в приміщенні сільської школи села Долина Івано-Франківського району Івано-Франківської області.